# Стодульці (зупинний пункт)
Стоду́льці — пасажирський залізничний зупинний пункт Жмеринської дирекції Південно-Західної залізниці на електрифікованій лінії Жмеринка — Гречани між станцією Сербинівці (6 км) та зупинним пунктом Васютинці (4 км). Розташований в однойменному селі Жмеринського району Вінницької області.

## Історія
Зупинний пункт відкритий у 1951 році.
У 1997 році зупинний пункт електрифікований змінним струмом (~25 кВ) в складі дільниці Жмеринка — Гречани.

## Пасажирське сполучення
На зупинному пункті Стодульці зупиняються приміські електропоїзди сполученням Жмеринка — Гречани.